# Jan Albert de Grave

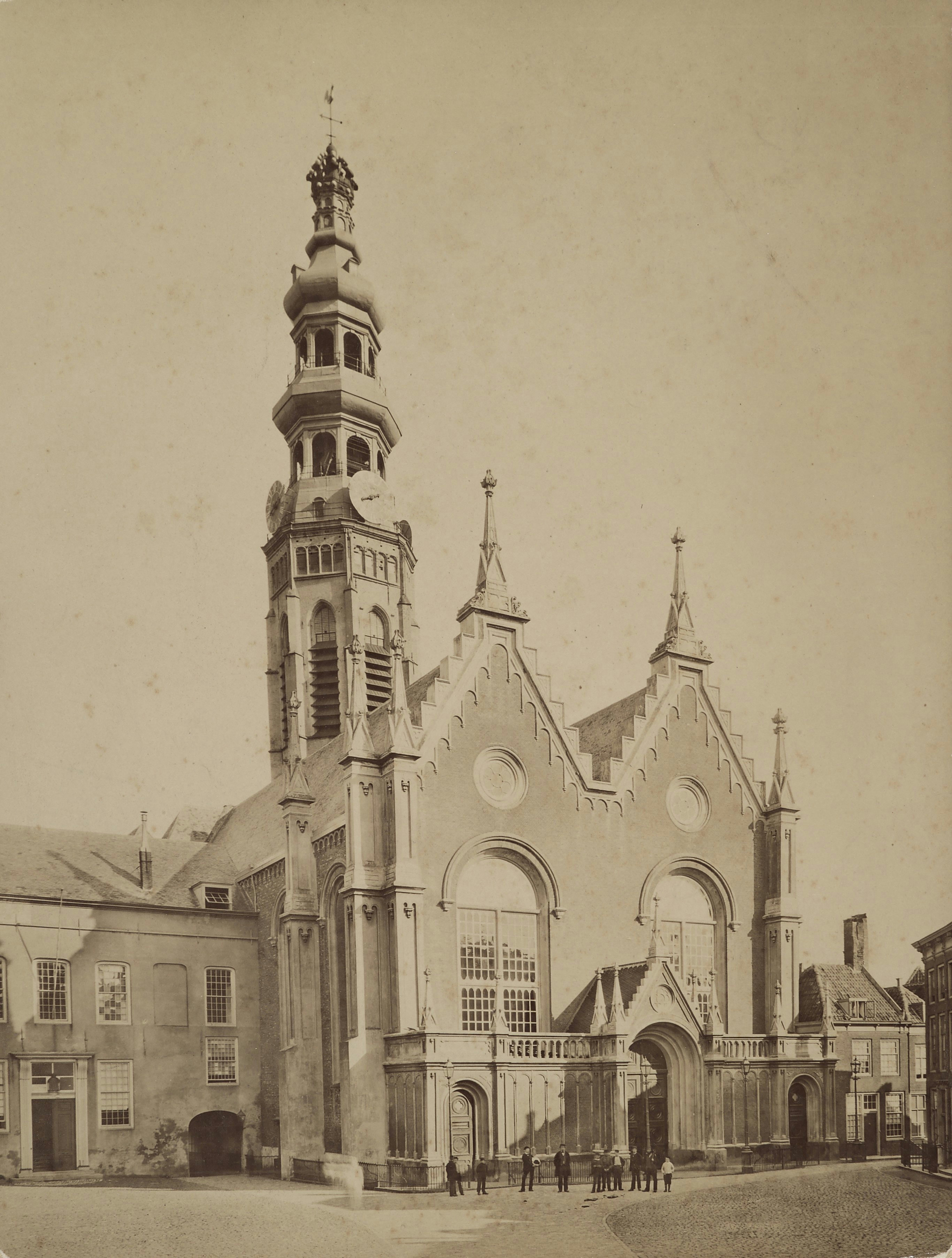
'Lange Jan' Toren bij de abdijkerk van Middelburg rond 1880. Met hierin toen nog de beiaard van Noorden en de Grave die in 1940 verwoest werd bij een bombardement

Jan Albert de Grave was een klokkengieter afkomstig uit Celle, 35 km ten noordoosten van Hannover.

## Werk als klokken- en geschutgieter
Over Jan Albert de Grave's jongere jaren is niet veel bekend. De oudste vermelding van hem dateert uit 1699, toen hij trouwde met Catharina ten Wege, de weduwe van de Amsterdamse stadsklokken- en geschutgieter Claude Fremy die een leerling van Hemony is. Hij had zijn gieterij aan de Lijnbaansgracht in Amsterdam, waar hij naast klokken ook geschut goot. In februari 1700 werd de Grave ingeschreven als burger van Amsterdam. Rond die tijd dreef de weduwe van Claude Fremy de Amsterdamse gieterij aan de Lijnbaansgracht samen met de meesterknecht Claes Noorden, die ook nog knecht was geweest in de gieterij van de Hemony’s. Catharina ten Wege stierf in 1704.

## Partnerschap met Claes Noorden
Samen met Claes Noorden die toen zijn partner werd, maakte hij onder meer voor Moskou, voor de drie torens van het Kremlin, drie beiaarden die allen zijn verdwenen. Ook het kleine carillon voor Sneek uit 1711 werd al in 1770 vervangen door een groter carillon van Johannes Borchhard. In 1711 werd ook aan de uitbreiding van het carillon in Oudewater gewerkt. Deze klokjes hangen nu in de Grote of Sint-Michaëlskerk in een klokkenstoel. Verder goten ze in 1714 een carillon voor de Abdij van Heverlee bij Brussel waar de compagnons een uitstekende beiaard leverden. In 1811 verhuisde dit spel naar Leuven, in de vieringtoren op de St. Pieterskerk en ging daar in 1914 ten onder in de Eerste Wereldoorlog tijdens de brand van Leuven. Als laatste goten ze samen in 1714-15 een zware beiaard voor de Abdijtoren van Middelburg. Dit enorme carillon bestaat jammer genoeg ook niet meer. Het kwam jammerlijk aan zijn einde in 1940 bij het bombardement op Middelburg waarbij de hele toren instortte.

## Klokkenstemmer
Hoewel je zou denken dat Claes Noorden als leerling van de Hemony’s degene was die de klokken nog exact kon afstemmen blijkt uit nadere studie eerder Jan Albert de Grave degene te zijn geweest die het stemmen voor zijn rekening nam, soms met hulp van de organist Sybrandus van Noordt. Hiervan zijn rekeningen van uitbetaling aan deze Sybrandus gevonden in het stadsarchief van Amsterdam voor het stemmen van de kleine klokjes die werden bij gemaakt als uitbreiding van de vijf Hemony carillons van Amsterdam. André Lehr schrijft ergens: "Als Claes Noorden goed had kunnen stemmen waren de beiaarden van Fremy beter van klank", en dat zijn ze niet, wat we nog kunnen horen aan de beiaard van het Loreto klooster in Praag die oorspronkelijk voor de Waag van Alkmaar gegoten was, en door de heren organisten daar werd afgekeurd wegens onzuiverheid.

## Klokkengieter

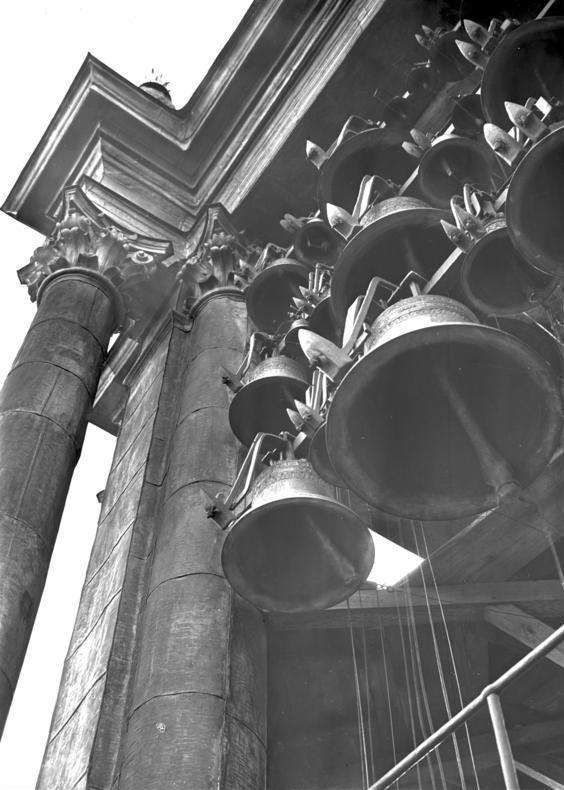
Potsdam, Carillon in de toren van de Garnisonkirche

In 1716 stierf Claes Noorden en ging Jan Albert Grave alleen verder in de stadsgieterij tot zijn dood in 1729. Er werden in die jaren nog 4 beiaarden gegoten. Namelijk in 1717 voor Parochialkirche van Berlijn en de Garnisonskirche van Potsdam in 1721 en het kan haast niet anders of hij goot in 1720 ook de beiaard van Sint-Petersburg voor de Petrus en Paulus Kathedraal. Hier naar wordt nog onderzoek gedaan.
Zijn laatste carillon was voor Hattem bij Zwolle, wat hij maakte in 1722-27. Dit kleine klokkenspel lag met de onderdelen, sinds 1929 in het depot van het openluchtmuseum in Arnhem. Er zijn een aantal klokken zoek geraakt in deze periode. Maar sinds 1976 is het spel weer aangevuld en gerestaureerd aanwezig als topstuk in het beiaardmuseum (Nu het museum Klok & Peel) in Asten. Jan Albert de Grave is in 1729 gestorven, Zijn weduwe Margareta Dralle werkte nog enkele jaren door in de gieterij op dezelfde naam met hulp van de meesterknecht Nicolaas Muller, tot ze in 1732 trouwde met Pieter Oudeborn. Vandaar dat men vroeger dacht dat hij in 1732 was overleden. In 1734 werd de stadsgieterij verhuurd aan Cyprianus Crans. Er was na 1729 in de Noordelijke Nederlanden geen gieter meer die zuiver gestemde carillonklokken kon maken. Hierin kwam voor noord Nederland pas in de 20ste eeuw verandering.